# Bøltorn
Bøltorn er i nordisk mytologi navnet på Bestlas og Mimers far og dermed Odins morfar. 
I henhold til beretninger fra digtet Havamal, der indgår i den ældre Edda er Bøltorn også far til en navnløs kæmpe (formentlig en jætte), som lærte Odin ni magiske sange (galdr el. galder). Ud fra viden om at Bøltorn er fader til Mimer, og Odin drikker af Odrører, mens han lærer sangene, er det ikke usandsynligt, at der her er tale om Mimer.